# Fundação de Hematologia e Hemoterapia do Estado da Bahia
A Fundação de Hematologia e Hemoterapia do Estado da Bahia (Hemoba) é uma uma entidade pública sem fins lucrativos com a finalidade de executora da política de sangue no Estado da Bahia. A Hemoba está vinculada à Secretaria da Saúde do Estado da Bahia, anteriormente Instituto da Saúde do Estado da Bahia (ISEB) e foi fundada em 26 de julho de 1989.
Atualmente, possui 24 unidades de atendimento espalhadas em todo o Estado.

## História
Em janeiro de 1983 inicia suas atividades, ainda denominada de Centro de Hematologia e Hemoterapia da Bahia em uma área adptada do Hospital Geral Roberto Santos (HGRS), em Salvador. O centro surgiu com o alcance de suprir a demanda de sangue e hemocomponentes da rede pública, na capital e na Região Metropolitana. Somente em 26 de julho de 1989, a partir da Lei Estadual 5183 é criada a Fundação de Hematologia e Hemoterapia da Bahia com a finalidade de exercer as atividades de Hematologia e Hemoterapia em todo Estado da Bahia.
Em 15 de março de 1992 passou a funcionar em sede própria.

## Unidades
A Hemoba possui unidades de atendimento nas seguintes cidades:
- Salvador
- Eunápolis
- Alagoinhas
- Barreiras
- Brumado
- Camaçari
- Feira de Santana
- Guanambi
- Irecê
- Itaberaba
- Itapetinga
- Jacobina
- Jequié
- Juazeiro
- Paulo Afonso
- Ribeira do Pombal
- Santo Antônio de Jesus
- Seabra
- Senhor do Bonfim
- Teixeira de Freitas
- Vitória da Conquista
- Valença